# Lentiol
Lentiol és un municipi francès situat al departament de la Isèra i a la regió d'Alvèrnia-Roine-Alps. L'any 2007 tenia 202 habitants.

## Demografia

### Població
El 2007 la població de fet de Lentiol era de 202 persones. Hi havia 81 famílies de les quals 15 eren unipersonals (4 homes vivint sols i 11 dones vivint soles), 31 parelles sense fills, 31 parelles amb fills i 4 famílies monoparentals amb fills.
La població ha evolucionat segons el següent gràfic:
Habitants censats

### Habitatges
El 2007 hi havia 90 habitatges, 80 eren l'habitatge principal de la família, 8 eren segones residències i 1 estava desocupat. 85 eren cases i 4 eren apartaments. Dels 80 habitatges principals, 71 estaven ocupats pels seus propietaris, 8 estaven llogats i ocupats pels llogaters i 2 estaven cedits a títol gratuït; 1 tenia una cambra, 2 en tenien dues, 10 en tenien tres, 21 en tenien quatre i 47 en tenien cinc o més. 64 habitatges disposaven pel capbaix d'una plaça de pàrquing. A 24 habitatges hi havia un automòbil i a 54 n'hi havia dos o més.

### Piràmide de població
La piràmide de població per edats i sexe el 2009 era:
| Homes | Edats   | Dones |
| ----- | ------- | ----- |
| 0     | 95 o +  | 0     |
| 0     | 90 a 94 | 0     |
| 0     | 85 a 89 | 0     |
| 0     | 80 a 84 | 4     |
| 4     | 75 a 79 | 0     |
| 4     | 70 a 74 | 4     |
| 0     | 65 a 69 | 8     |
| 0     | 60 a 64 | 0     |
| 4     | 55 a 59 | 4     |
| 4     | 50 a 54 | 8     |
| 4     | 45 a 49 | 4     |
| 12    | 40 a 44 | 8     |
| 4     | 35 a 39 | 8     |
| 4     | 30 a 34 | 4     |
| 0     | 25 a 29 | 8     |
| 0     | 20 a 24 | 4     |
| 12    | 15 a 19 | 0     |
| 0     | 10 a 14 | 4     |
| 0     | 5 a 9   | 8     |
| 4     | 0 a 4   | 4     |

## Economia
El 2007 la població en edat de treballar era de 129 persones, 101 eren actives i 28 eren inactives. De les 101 persones actives 95 estaven ocupades (48 homes i 47 dones) i 6 estaven aturades (3 homes i 3 dones). De les 28 persones inactives 16 estaven jubilades, 3 estaven estudiant i 9 estaven classificades com a «altres inactius».

### Ingressos
El 2009 a Lentiol hi havia 81 unitats fiscals que integraven 208 persones, la mediana anual d'ingressos fiscals per persona era de 16.553 €.

### Activitats econòmiques
Dels 5 establiments que hi havia el 2007, 2 eren d'empreses de construcció, 1 d'una empresa de transport, 1 d'una empresa d'hostatgeria i restauració i 1 d'una empresa classificada com a «altres activitats de serveis».
Dels 2 establiments de servei als particulars que hi havia el 2009, 1 era un paleta i 1 electricista.
L'any 2000 a Lentiol hi havia 3 explotacions agrícoles que ocupaven un total de 90 hectàrees.

## Poblacions més properes
El següent diagrama mostra les poblacions més properes.